# 山下莉央
山下莉央（1992年5月7日—），現改名為山下玲央。東京都大田區出身。
現所屬經紀公司為SKY CORPORATION。前傑尼斯事務所Jr.成員之一。其兄長山下翔央也是前傑尼斯事務所的成員。

## 略歷
- 2006年6月，加入傑尼斯事務所。
- 2009年12月，退出傑尼斯事務所。
- 2010年6月17日，改名為「山下玲央」，與哥哥山下翔央一同開設「山下兄弟」的公式網站和公式部落格。6月19日，與SKY CORPORATION事務所的藝人出席慈善馬拉松的比賽活動。6月30日，以「專注學業」為理由而關閉公式網站。7月2日，關閉公式部落格。
- 2011年6月，與哥哥山下翔央再度復出藝能界。
- 2011年8月19日，在日本彩虹室內主題樂園舉辦「SHOON commu'presents NO LIMIT in Puroland」的活動。
- 2011年10月14日，主持神奈川電視台的「～Teen Age Garden ～キメ！執事」電視節目。

## 出演

### 電視節目
- ザ少年倶楽部 (2001年1月 - 2009年、日本放送協會)
- ありがとｯ！(2011年8月17日、神奈川電視台)
- ～Teen Age Garden ～キメ！執事 (2011年10月14日、神奈川電視台)

### 網上電視節目
- AmebaStudio (2011年7月16日・8月20日)
- ニコニコ生放送 (2011年8月22日)

### 電台節目
- USEN☆BEST HITS STATION｢星ひとみのミュージック・オーラ｣ (2011年6月13日 - 6月19日)
- NACK5「ENJOY! THE SUNDAY｣ (2011年7月17日)

### 演唱會
- 傑尼斯Jr.的大冒險!（2006年8月6日 - 15日、Grand Pacific Le Daiba）
- you達的音樂大運動會（2006年9月30日・10月1日、代代木第一體育館）
- 2007 謹賀新年 あけましておめでとう 傑尼斯Jr.大集合（2007年1月2日 - 4日・6日 - 7日、日本武道館）
- JOHNNYS'Jr. Hey Say 07 in YOKOHAMA ARENA（2007年9月23日・24日、横滨体育馆）

### 活動
- 第9回 24時間グリーンチャリティーリレーマラソンin東京ゆめのしま (2010年6月19日 - 20日、江東区夢の島陸上競技場)
- 第10回 24時間グリーンチャリティーリレーマラソンin東京ゆめのしま (2011年6月11日 - 12日、江東区夢の島陸上競技場)
- SHOON commu' presents NO LIMIT in Puroland (2011年8月19日、彩虹室內主題樂園)

## 官方網站
- 山下玲央官方網站 （页面存档备份，存于）
- Flying Sheep's Cafe 山下兄弟部落格

## 關連項目
- 傑尼斯事務所
- 山下翔央